# Mortal
Mortal (norska: Torden) är en norsk-brittisk-amerikansk fantasyactionfilm från 2020, som är inspirerad av den nordiska mytologin. Filmen är regisserad av André Øvredal, som även har skrivit manus. De två huvudrollerna spelas av Nat Wolff och Priyanka Bose. Det medverkar även flera norska skådespelare.
Mortal hade biopremiär i Norge den 28 februari 2020, med Nordisk Film som ansvarig utgivare. Den släpptes senare  i Storbritannien den 20 augusti och i USA den 10 november.
Filmens originalmusik är komponerad av Marcus Paus. Filmen nominerades till ett Amandapris, samt till en HARPA Award på Nordic Film Music Days.

## Handling
Filmens handling kretsar kring den unge Eric som är av norsk-amerikanskt ursprung och bor någonstans i den norska vildmarken. Han upptäcker att han besitter gudaliknande krafter, som är baserade på forntida norsk mytologi.
En dag råkar Eric av misstag, på ett oförklarligt sätt, döda en ung tonårspojke. Eric blir arresterad av den norska polisen. När han ska in på ett förhör träffar han psykologen Christine. Christine tror på honom och känner sympati för honom.
Den amerikanska ambassaden vill att Eric ska bli utlämnad till USA. Eric flyr från de norska och amerikanska myndigheterna, och tar med sig psykologen Christine. Under flykten upptäcker Eric äntligen vem, eller rättare sagt vad, han egentligen är.

## Rollista
| Nat Wolff     | – Eric      |
| Iben Akerlie  | – Christine |
| Per Frisch    | – Henrik    |
| Per Egil Aske | – Bjørn     |
| Priyanka Bose | – Hathaway  |